# روس (جيان)
بلدية روس (بالإسبانية: Rus) هي بلدية تقع في مقاطعة جيان التابعة لمنطقة أندلوسيا جنوب إسبانيا.

## الديموغرافيا
بلغ عدد سكان بلدية روس 3.821 نسمة عام 2011 (وفقاً للمعهد الوطني للإحصاء الإسباني).
| 3.773 | 3.793 | 3.769 | 3.784 | 3.807 | 3.801 | 3.821 |